# Sint-Gillis-bij-Dendermonde
Sint-Gillis-to-Dendermonde település a belgiumi Flandria régióban, Kelet-Flandria tartományban található. 1977-ben a települést összevonták a szomszédos Dendermonde városával. A tipikus, lakó és mezógazdasági jellegű település a Dender folyó völgyében (Dendervallei), a Gent–Mechelen–Brüsszel vasútvonal mellett fekszik. Sint-Gillis közvetlenül Dendermonde városától délre fekszik és sok szállal kapcsolódik a városmaghoz. Dendermonde vonzáskörzetébe tartozó települések közül Sint-Gillis lakossága a legnagyobb (beleértve az eredeti Dendermonde városát is).

## Látnivalók

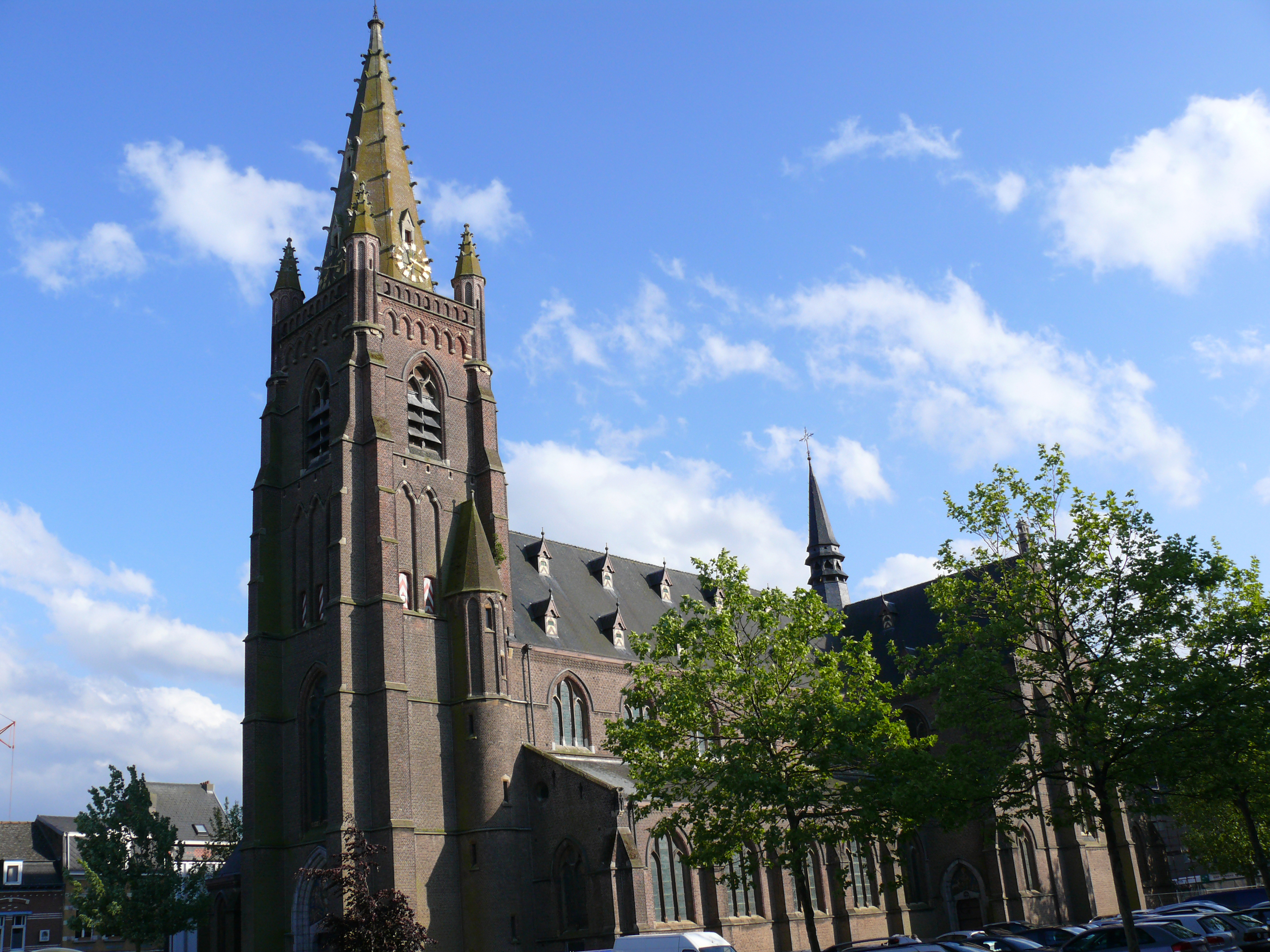
Szent Egyed templom

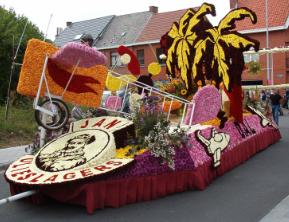
Virágkarnevál

A városban található a Cinema Albert (St Gillislaan, 90, 9200 Dendermonde) mozi, amely Dendermonde egyetlen, és Belgium egyik legrégebbi mozija. Már 1914-ben is időnként vetítettek a teremben filmeket és az első világháború befejezése óta moziként üzemel az épület. A Cinema Albert-et ma is ugyanaz a család üzemelteti, akik 1914-ben kezdték a vállalkozást. Belgium 140 mozija közül forgalmát tekintve az Albert a 36-ik helyet foglalja el.
Sint-Gillis emellett jelentős sportlétesítményekkel is rendelkezik, itt található a hazai pályája is, a klub csapata a belga első osztályban játszik.

## Események
Sint-Gillisben minden évben, szeptember első vasárnapján rendezik meg a virágfesztivált, minden évben más téma szerint díszített kocsik járják be a város utcáit.

## Híres lakosok
Sint-Gillis-bij-Dendermonde a szülőhelye Emmanuel Hiel (1834–1894) költőnek és Wies Moens (1898–1982) irodalmárnak.

## Lásd még
- A 2009-es dendermonde-i bölcsődei támadás a településnek ebben a részében történt.

## Külső hivatkozások
- A virágkarnevál honlapja